# NGC 6311
NGC 6311 est une vaste et lointaine galaxie elliptique située dans la constellation d'Hercule. Sa vitesse par rapport au fond diffus cosmologique est de 10 689 ± 38 km/s, ce qui correspond à une distance de Hubble de 157,7 ± 11,1 Mpc (∼514 millions d'al). NGC 6311 a été découverte par l'astronome français Édouard Stephan en 1876.